# Schiffsausrüstung
Als Schiffsausrüstung werden losnehmbare und fest eingebaute Bauteile von Schiffen oder anderen Wasserfahrzeugen bezeichnet. Im Wesentlichen umfasst der Begriff alle Arten von Decksausrüstungen, wie zum Beispiel Masten, Lüfter, Ladegeschirr, Festmach- und Verholeinrichtungen, Anker- und Rudergeschirr, Lukendeckel, Rettungseinrichtungen, Fenster, Türen, Bullaugen, Leitern, Relinge und viele weitere Einrichtungen. Zum Teil wird auch die Maschinenanlage zur Schiffsausrüstung gezählt (→ Schiff#Aufbau). Schiffsausrüstungen besonderer Schiffsarten sind die Fischereieinrichtungen auf Fischereifahrzeugen oder das Schleppgeschirr auf Schleppern.
Neben der Schiffsausrüstung besteht ein Schiff baulich aus den beiden großen Gruppen Schiffselemente und Schiffseinrichtung.
Ein Schiffsausrüster in der Berufsschifffahrt ist ein Betrieb, der Schiffe fertigstellt und mit den nötigen Ausrüstungsteilen versieht. Neue Schiffe werden dazu nach dem Stapellauf zu einem speziellen Schiffsausrüstungsbetrieb verholt, bevor sie einsatzbereit sind. In der Freizeitschifffahrt hingegen versteht man unter einem Schiffsausrüster ein Geschäft, das Kleinteile für den Bordgebrauch verkauft, etwa Schäkel, Kartenplotter, Tauwerk oder Flaggen.

## Rechtliche Regelungen
Auf EU-Ebene wird Schiffsausrüstung in der Richtlinie 2014/90/EU des Europäischen Parlaments und des Rates vom 23. Juli 2014 über Schiffsausrüstung geregelt.
In Deutschland wird diese Richtlinie durch die Schiffsausrüstungsverordnung (SchAusrV) umgesetzt.